# Torre del Tostón
Der Torre del Tostón, auch Castillo de El Cotillo, ist ein Wehrturm aus dem 18. Jahrhundert in El Cotillo, dem ehemaligen Puerte del Tostón, auf der Kanareninsel Fuerteventura.

## Geschichte
Die Kanarischen Inseln waren bis ins 18. Jahrhundert hinein immer wieder Angriffen berberischer, französischer und britischer Piraten ausgesetzt. Nach einem britischen Überfall im Jahr 1740 ordnete der spanische Generalkapitän der Kanaren, Andrés Bonito y Pignatelli, den Bau zusätzlicher militärischer Befestigungsanlagen an. Für Fuerteventura beauftragte er den Militäringenieur Claudio de L’Isle mit dem Bau zweier Wehrtürme zum Schutz der Häfen Tostón und Caleta de Fuste. De L’Isle errichtete bis 1743 zwei fast baugleiche Türme, starb aber kurz vor deren Fertigstellung. Der Torre del Tostón wurde Unserer Lieben Frau auf dem Pfeiler und dem Heiligen Michael (Nuestra Señora del Pilar y San Miguel) geweiht. Da das Ende der Piratenüberfälle mit dem Zeitpunkt seiner Fertigstellung zusammenfiel, musste der Turm seine Fähigkeit, den Hafen von Tostón wirksam zu verteidigen, niemals aktiv unter Beweis stellen.
In vielen Reiseführern und auch auf der Informationstafel in El Cotillo ist zu lesen, de L’Isle habe den Torre del Tostón auf den Fundamenten der Festung Rico Roque errichtet, die im Jahr 1404 unter dem normannischen Eroberer der östlichen Kanarischen Inseln, Jean de Béthencourt, gebaut, aber von den Altkanariern erobert und zerstört worden war. Diese Annahme gilt in der Forschung als überholt. Es wird auf die französische Chronik Le Canarien verwiesen, der zufolge Rico Roque in einer Entfernung von einer Leuge (etwa 4,8 Kilometer) auf einer Quelle an einem steilen Abhang stand, was für den Torre del Tostón nicht zutrifft. Der wirkliche Standort von Rico Roque wurde nahe bei Pozo Negro an der Ostküste Fuerteventuras gefunden.

## Beschreibung
Der Torre del Tostón steht strategisch beherrschend auf der Steilküste südöstlich von El Cotillo. Er ist aus dunklen vulkanischen Natursteinen gebaut, die in der Nähe der Kirche gebrochen wurden. Der Turm besitzt die Form eines Kegelstumpfs mit kreisförmiger Grundfläche. Sein Durchmesser nimmt von 14,5 m an der Basis auf 12,5 m an der Spitze ab. Hinter den mehr als anderthalb Meter dicken Wänden gibt es zwei Stockwerke, von denen das untere von der Pulverkammer und einem zweiten Lagerraum eingenommen wird und das obere vom Mannschaftsquartier. Der Zugang befindet sich landseitig in der oberen Etage und wird über eine steinerne Treppe und eine an eisernen Ketten befindliche hölzerne Zugbrücke betreten. Über dem Eingang befindet sich eine Schießscharte zu dessen Verteidigung. Hinter dem Eingang führt links eine Treppe in die untere Etage, rechts eine weitere Treppe auf die Plattform an der Spitze des Turms. Hier gibt es eine Zisterne, die der Versorgung der Besatzung mit Regenwasser diente. Von der Plattform aus konnte die Küste mit Hilfe dreier Kanonen verteidigt werden. Planungen, den Turm durch einen zusätzlichen Graben gegen die Gefahr einer Erstürmung zu sichern, wurden nie umgesetzt. Der Turm war für eine Besatzung von bis zu 12 Mann ausgelegt.

Detailansichten
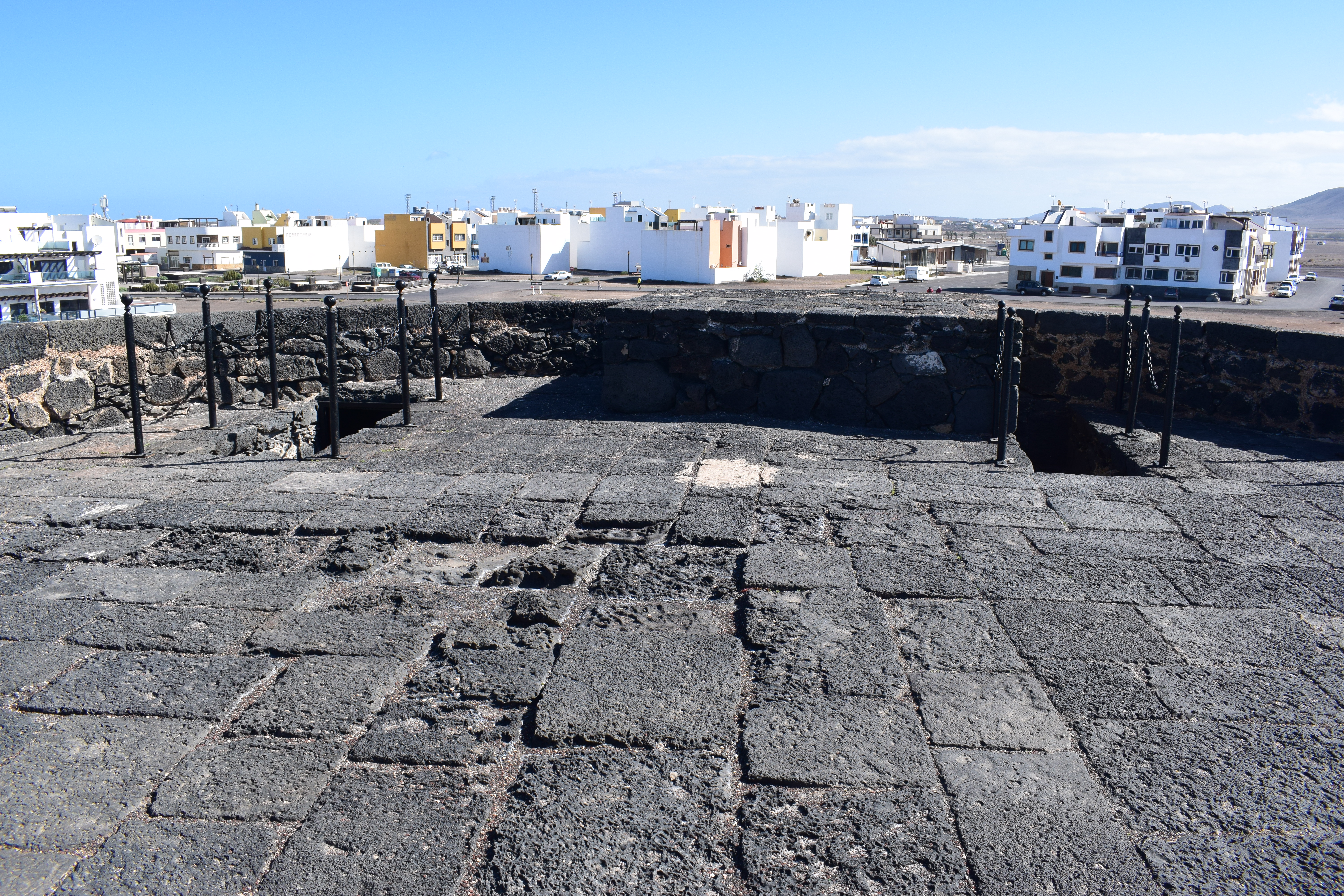
Plattform mit Treppenöffnung (links) und Zisterne (rechts)
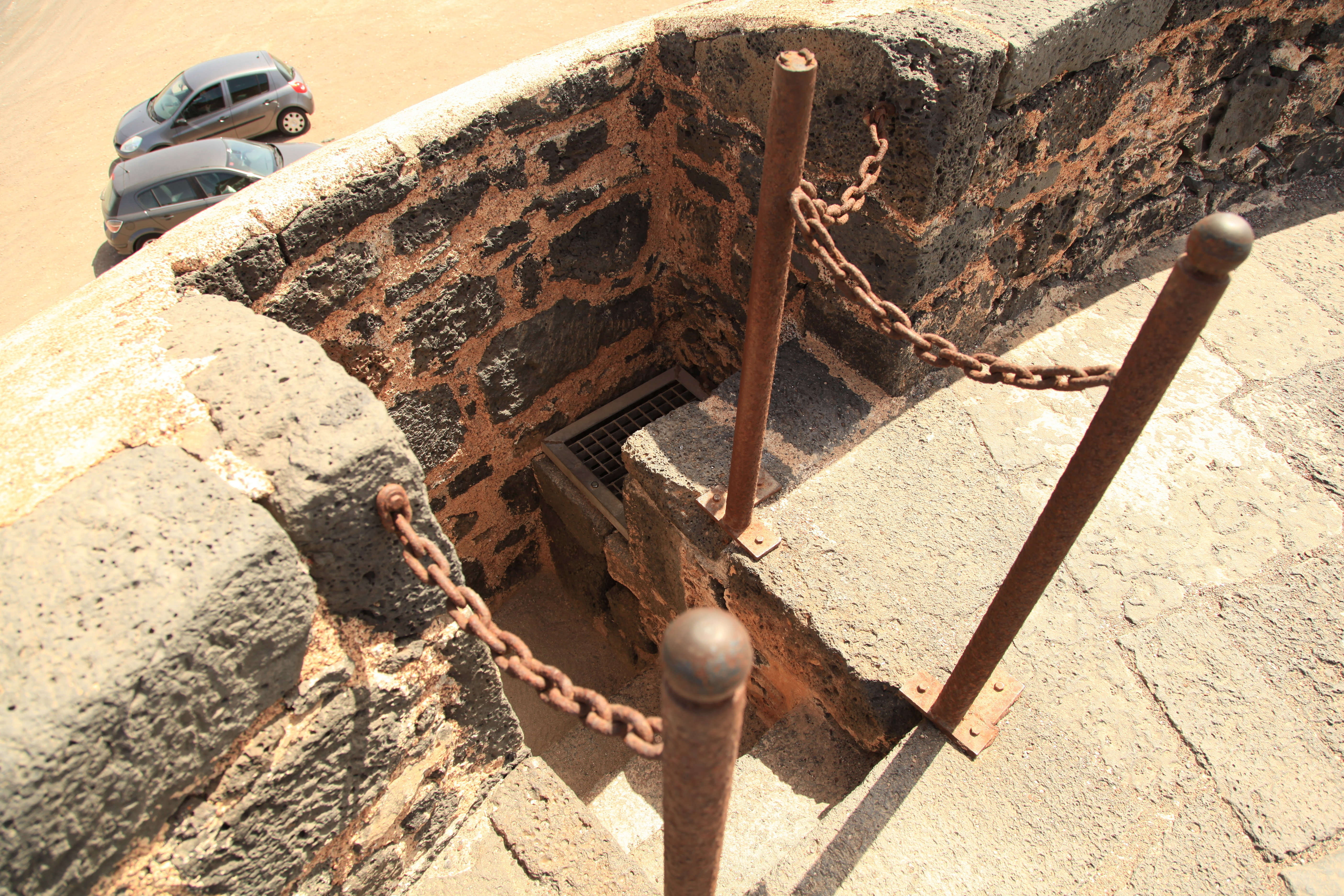
Zisterne
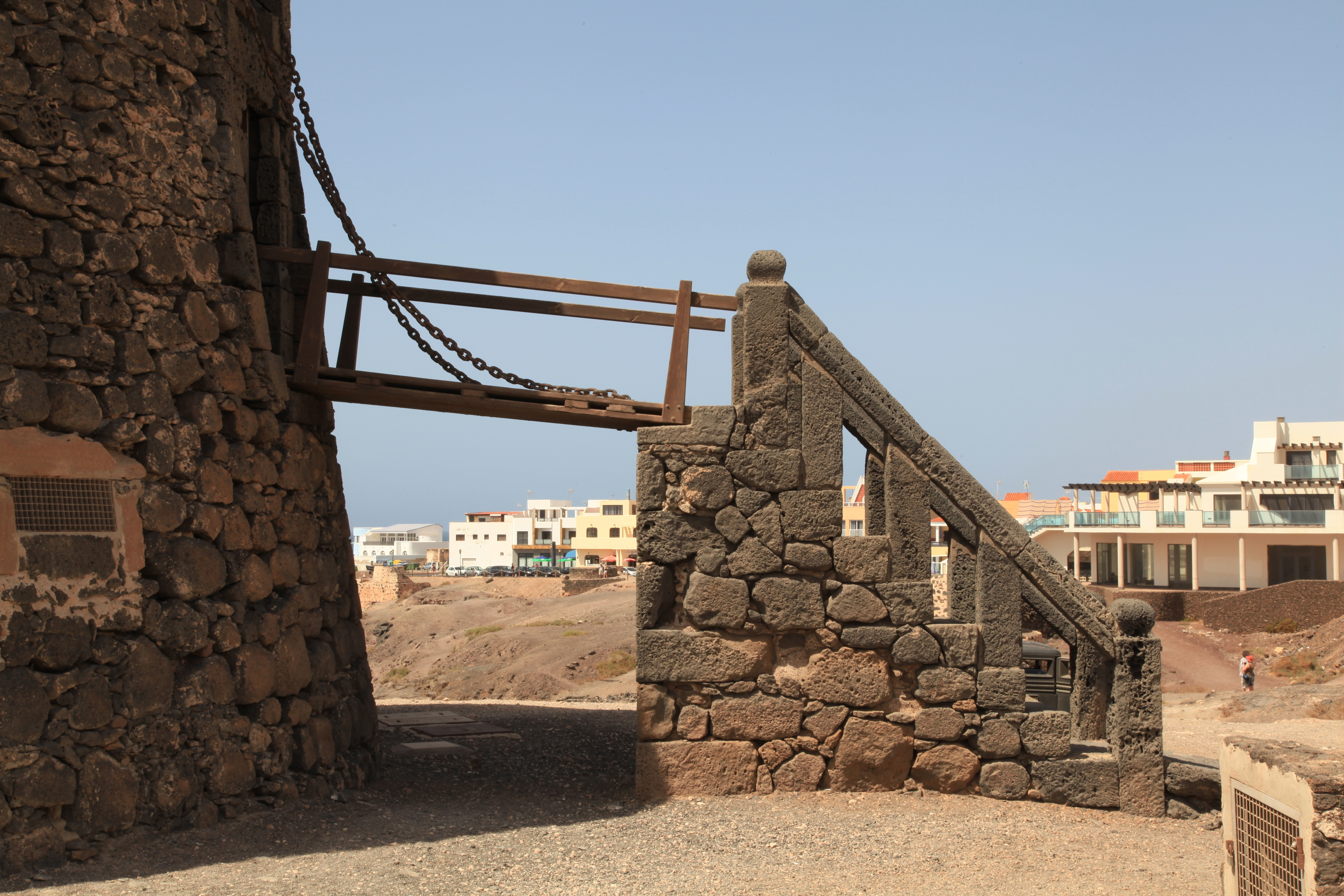
Treppe und Zugbrücke
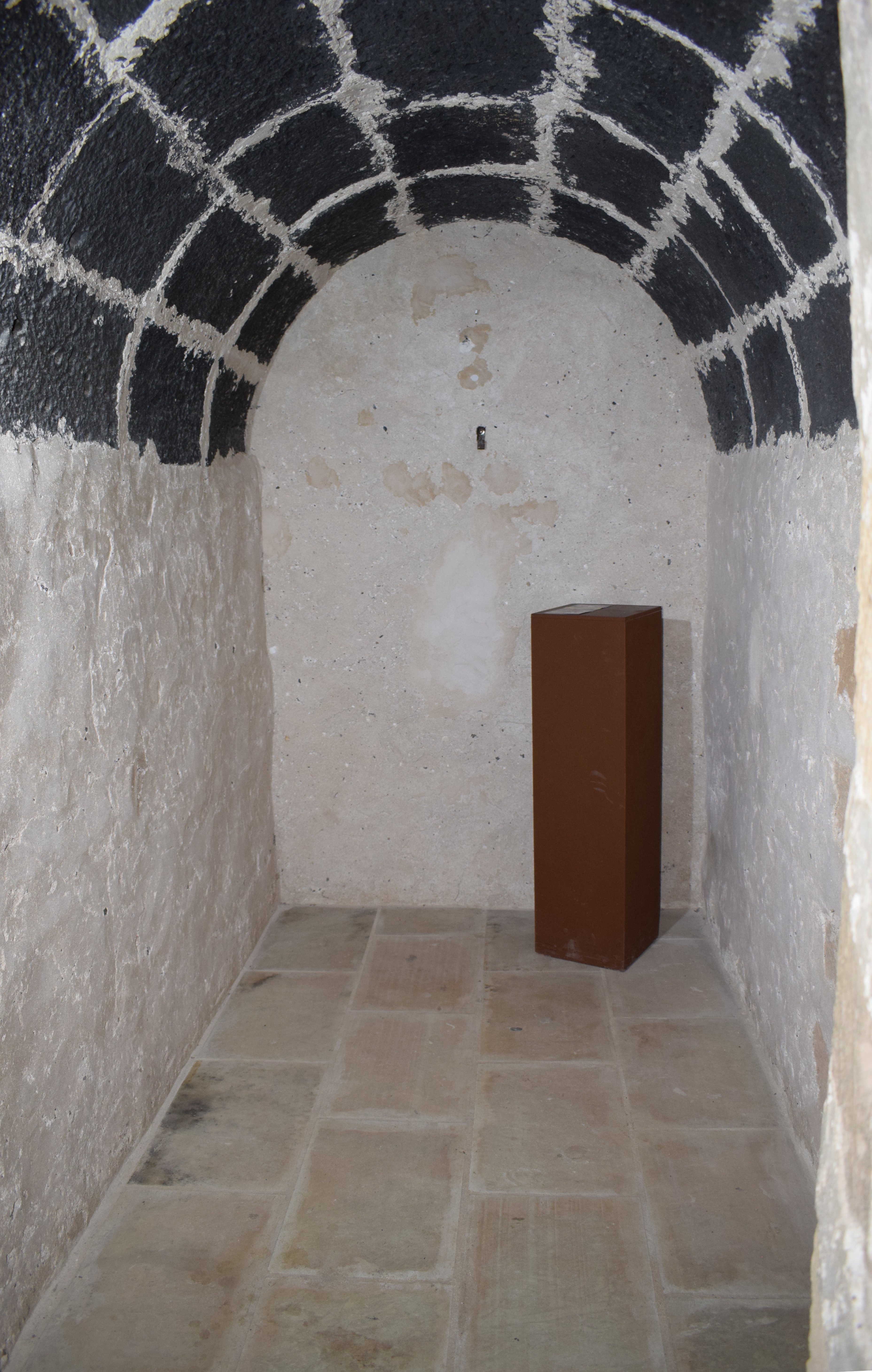
Pulver-kammer

## Nachwirkung
Das Bauprinzip der in den 1740er Jahren auf den Kanaren gebauten Wehrtürme wurde vielfach übernommen. Sie dienten zunächst als Vorbild für zwei spanische Türme auf Menorca, den Torre d’Alcalfar und den Torre de Son Ganxo, jeweils von 1787. Diese wiederum waren die Prototypen für die britischen Martellotürme, die zwischen 1798 und 1802 auf dieser Insel und in den Jahren 1804 und 1805 in Irland gebaut wurden. Die Martellotürme an der englischen Südküste waren direkt von den kanarischen Wehrtürmen inspiriert.

## Heutige Nutzung
Im Turm ist heute das Büro der Touristeninformation untergebracht. Im oberen Geschoss gibt es wechselnde Ausstellungen zeitgenössischer Künstler. Gegen eine geringe Gebühr kann das gesamte Bauwerk besichtigt und die Plattform betreten werden. In unmittelbarer Nähe des Turms befinden sich weitere Objekte von touristischem Interesse: zwei restaurierte Kalköfen aus dem 19. Jahrhundert und das Skelett eines im Juli 2004 gestrandeten Cuvier-Schnabelwals.
Schon seit 1949 steht der Torre del Tostón unter Denkmalschutz. Er ist in der spanischen Datenbank für Kulturgüter (Bienes de Interés Cultural) heute unter der Nummer RI-51-0008264 als Monumento registriert.